# سزی
سزی (به فرانسوی: Cessy) یک کمون در فرانسه است که در canton of Gex واقع شده‌است.

## خصوصیات
سزی ۶٫۳۹ کیلومترمربع مساحت و ۴٬۳۴۲ نفر جمعیت دارد و ۵۲۶ متر بالاتر از سطح دریا واقع شده‌است.